# Tina Romeis
Tina Ines Eva Romeis (* 25. Juni 1965) ist eine deutsche Biochemikerin und Hochschullehrerin an der Martin-Luther-Universität Halle-Wittenberg.

## Leben und Wirken
Romeis studierte von 1984 bis 1991 Biochemie, Organische Chemie und Pflanzenphysiologie an der Universität Tübingen; ihr Studium schloss sie als Diplom-Biologin ab. Dort wurde sie 1993 mit der Schrift Multienzymkomplex aus Mureinsynthase und Mureinhydrolasen in Escherichia coli: Wechselwirkungen der löslichen lytischen Transglykosylase (Slt70) mit den Penicillin-Binde-Proteinen 3 und 8 promoviert. Anschließend arbeitete sie als Postdoktorandin in der Abteilung für Genetik an der Universität München, 1997 wechselte sie in dieser Position zu The Sainsbury Laboratory am John Innes Centre in Norwich. 2001 kehrte sie nach Deutschland zurück und wurde Leiterin einer Forschungsgruppe am Max-Planck-Institut für Pflanzenzüchtungsforschung in Köln. Im folgenden Jahr wurde sie von der Universität München habilitiert und erhielt die venia legendi für die Fächer molekulare Phytopathologie und Genetik. Im selben Jahr erhielt sie den Sofja Kovalevskaja-Preis. Von 2004 bis 2019 hatte sie den ordentlichen Lehrstuhl für Pflanzenbiochemie an der Freien Universität Berlin inne. Seit 2019 hat sie einen ordentlichen Lehrstuhl am Institut für Biologie an der Universität Halle-Wittenberg inne und ist Direktorin der Abteilung Biochemie pflanzlicher Interaktionen am Leibniz-Institut für Pflanzenbiochemie. 2022 wurde sie zum Mitglied in die Deutsche Akademie der Naturforscher Leopoldina gewählt.
Romeis’ Forschungsschwerpunkte liegen im Bereich der Wechselwirkungen von Pflanzen mit ihrer Umwelt, insbesondere bei ungünstigen Umgebungsbedingungen oder unter starkem Befall von schädlichen Mikroorganismen oder Fressfeinden. Das Hauptaugenmerk liegt hier auf der biochemischen Regulation und Funktion von Calcium-abhängigen Proteinkinasen (CDPK). Diese spielen eine zentrale Rolle bei der Zellkommunikation von Pflanzenzellen und der so erfolgenden Immunantwort von Pflanzen. So konnte die Arbeitsgruppe von Romeis erstmals in vivo / in planta CDPK-Phosphorylierungssubstrate identifizieren. In biochemischen Studien entschlüsselte Romeis CDPK-isoformspezifische mechanistische Determinanten, die sowohl für die von der Kalziumbindung abhängige Konformationsänderung als auch für die ATP-abhängige Trans-Phosphorylierung zur Erlangung der katalytischen Aktivität einer CDPK verantwortlich sind. Im biologischen Zusammenhang einer Immunantwort gelang es ihr, CDPKs als kalziumregulierte Schalter zu charakterisieren, die den Beginn der Signalinitiierung und -weiterleitung am lokalen Infektionsort, die Signalausbreitung in der gesamten Pflanze sowie die Manifestation eines pflanzlichen Immungedächtnisses steuern. 